# Paterskerk (Tienen)

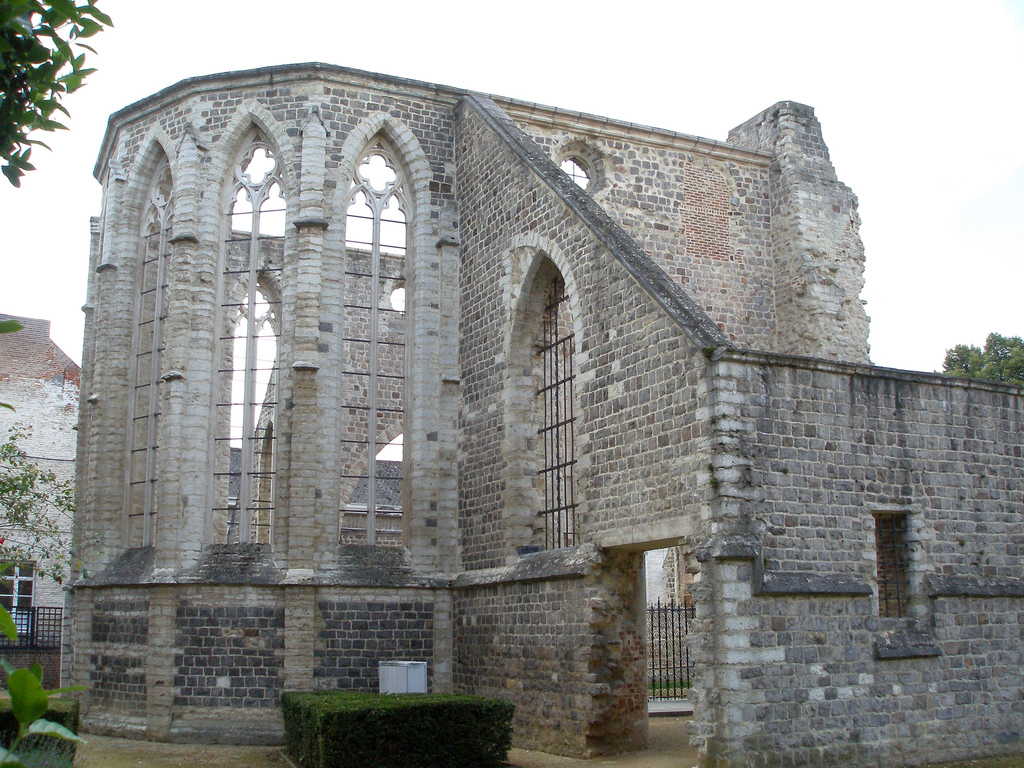
Der Chor der Paterskerk

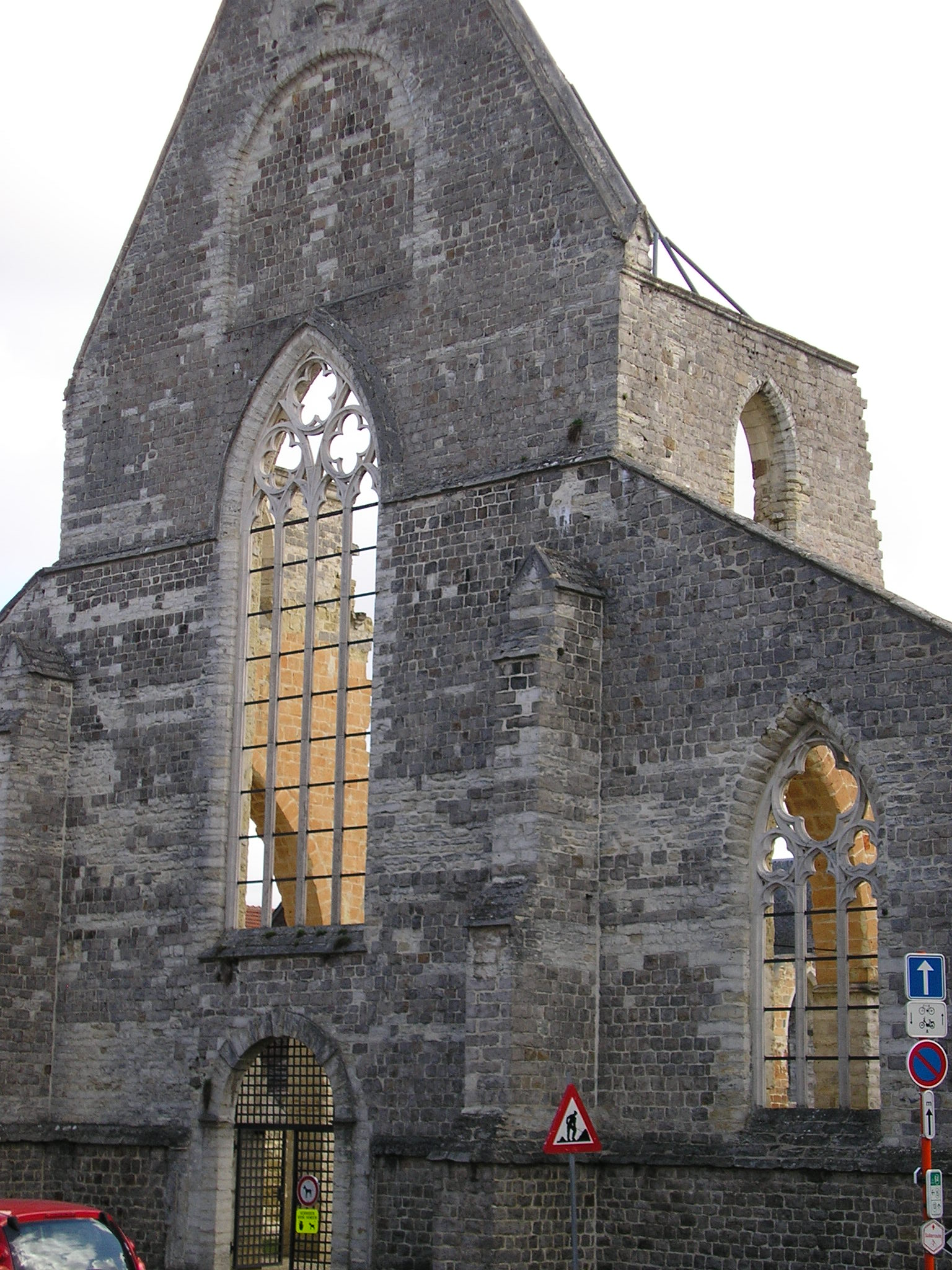
Die Westfassade

Die frühgotische Paterskerk (von Pater (Mönch), auch: Begijnhofkerk) ist die Ruine der Kirche des Beginenhofes zu Tienen in Belgien. Sie steht unter Denkmalschutz.

## Geschichte
Nach Lüttich gilt Tienen als die zweite Gründung eines Beginenhofes im heutigen Belgien. Der Hof zu Tienen galt im Mittelalter als ausgesprochen wohlhabend, hiervon zeugen noch heute die Ausmaße der Kirchenruine. Mit dem Bau der Kirche in Form einer Basilika wurde 1245 begonnen. Der hochgotische Chor und die Seitenkapellen wurden im 14. Jahrhundert hinzugefügt. 1843 wurde der Beginenhof mit der Kirche an die Dominikaner verkauft, die hier ein neues Kloster einrichteten. Hieraus leitet sich auch der Name Paterskerk für den Sakralbau ab. Die Dominikaner entfernten Barockisierungen konsequent in der Kirche und betonten in Wiederherstellungsmaßnahmen die alten gotischen Formen. 1944 wurde das Gotteshaus bei einem Bombardement schwer beschädigt. Ruine ist sie seit einem verheerenden Brand 1976, der das Langhaus vollkommen zerstörte.

## Architektur
Hinter einer flachen Fassade ohne Glockenturm befinden sich drei sechsjochige Schiffe mit einem nicht hervortretendem Pseudoquerschiff und einem Chor, der von rechteckigen Kapellen flankiert wird und in einer siebeneckigen Apsis endet. Das Gebäude besteht aus Quarzit aus Overlaar (die Gesimse und Details aus Gobertange-Kalkstein) und bildet eine bewusst einfache architektonische Komposition; das Bauwerk ist in zwei Bauabschnitten gebaut; die Seitenschiffe und Querschiff stammen aus der zweiten Hälfte des 13. Jahrhunderts; Chor und Kapellen wohl aus der ersten Hälfte des 14. Jahrhunderts. Das Kirchenschiff ruht auf Backsteinpfeilern und war gewölbt mit einem hölzernen Tonnengewölbe und spärlich beleuchtet durch kleine Fenster (restauriert); in den Wänden des oberen Teils hohes Fenster im Westgiebel; oben mit einer Nische verziert und im Erdgeschoss mit einem zentralen Eingang (in seiner heutigen Form 17. oder 18. Jahrhundert).
Die Seitenschiffe stammen aus der gleichen Zeit, reichlich beleuchtet durch acht Fenster und überdacht von einem halben Tonnengewölbe aus Holz. Das Querschiff ist ohne eigentliche Vierung gestaltet; die Querschiffe werden durch drei dreibahnige Fenster erhellt (möglicherweise ein Vorbild der St. Christophorus-Kirche in Lüttich, 1241), und Rundfenster über den Dachschrägen im Stil der Maasromanik. Der hoch aufragende Chor wird im Osten von hohen Fenstern zwischen Strebepfeiler imitierenden Bändern erhellt und hatte ein hölzernes Spitzbogengewölbe. Die Nebenchöre sind mit dem Presbyterium und den Kreuzarmen verbunden; zwei Viertelrundbögen stützen den Triumphbogen; dasselbe Schema gilt für die Fenster des Altarraums.
Von den Ausstattungsstücken sind im nördlichen Seitenschiff gotische Grabsteine von Gheridt Foet († 1481) und Reynder Caus († 1562) erhalten.

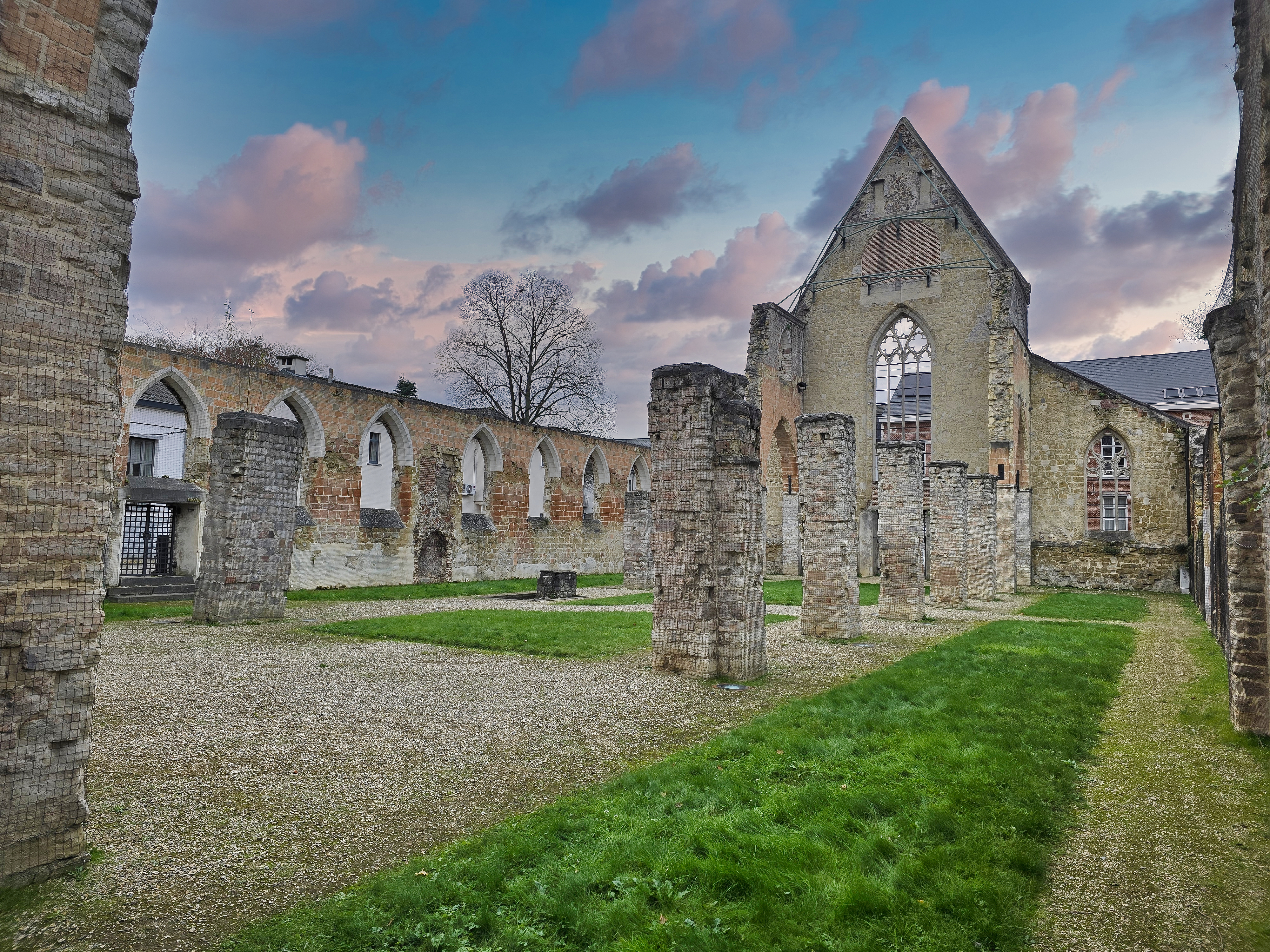
Ruine der Paterskerk
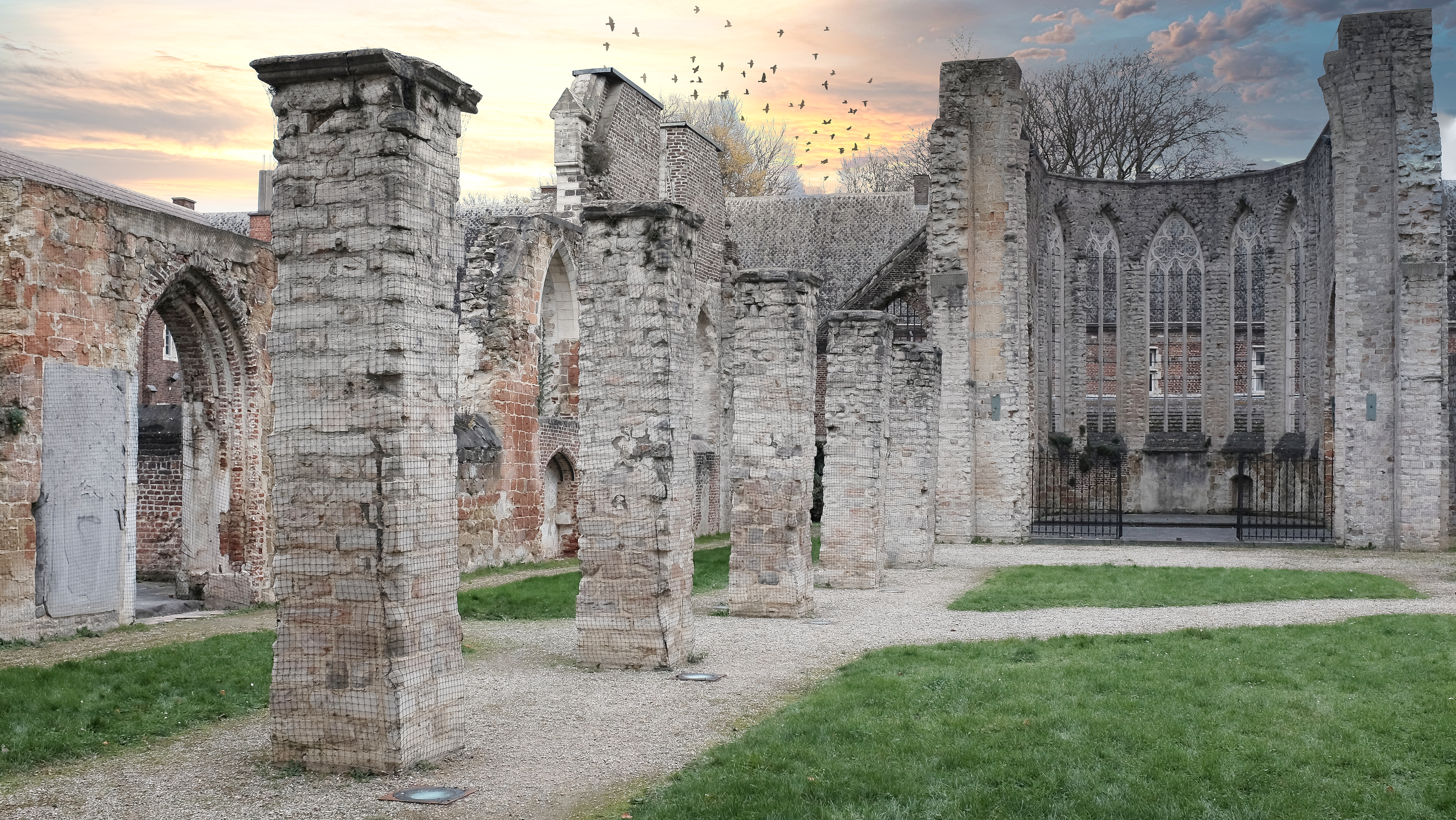